# Fred Panopio
Fred Panopio (2 februari 1939 - Pasig City, 22 april 2010) was een Filipijns zanger en acteur. Panopio werd vooral bekend om zijn jodelende manier van zingen in nummers als 'Pitong Gatang' 'Markado' en 'Tatlong Baraha'. 
Panopio begon zijn carrière op 16-jarige leeftijd na het winnen van een zangwedstrijd van de radiozender dzXL. In de jaren 70 had hij grote hits met nummers als 'Pitong Gatang' 'Markado', 'Tatlong Baraha', 'Kawawang Cowboy' en 'Bilmoko'. Naast zijn zangcarrière was Panopio vanaf de jaren 60 tot in de jaren 90 ook actief als acteur. In die tijd speelde hij diverse malen samen met bekende Filipijnse acteurs als Lito Lapid, Joseph Estrada en Fernando Poe jr.. Hij speelde onder andere in films als 'Teen-age Crush' (1960), 'Tatlong Baraha' (1961), 'Omar Cassidy and the Sandalyas Kid' (1970), 'Baldo Is Coming' (1971), 'Gangsters daw kami!' (1971) en 'Sweet Caroline' (1971). In 1992 speelde hij in de film 'Dito sa Pitong Gatang', met dezelfde titel als zijn grootste hit.
Panopio's laatste publieke optreden was een gastoptreden in 2009 in de bekende landelijke Filipijnse show Wowowee. Hij overleed in 2010 op 71-jarige leeftijd aan de gevolgen van een hartaanval.

## Filmografie
- Markado (1960)
- Teen-age Crush (1960)
- Tres mosqueteros (1960)
- Tatlong baraha (1961)
- Hugo, the Sidewalk Vendor (1962)
- Capitan Pepe (1969)
- Songs and Lovers (1970)
- Omar Cassidy and the Sandalyas Kid (1970)
- My Pledge of Love (1970)
- From the Bottom of My Heart (1970)
- Sweet Caroline (1971)
- Gangsters daw kami! (1971)
- Baldo Is Coming (1971)
- Pagputi ng uwak, pag-itim ng tagak (1978)
- Dito sa Pitong Gatang (1992)
- Manila Boy (1993)